# Bergenia
Bergenia (Moench, 1794) è un genere di piante perenni appartenenti alla famiglia delle Saxifragaceae, originario dell'Asia.

## Descrizione

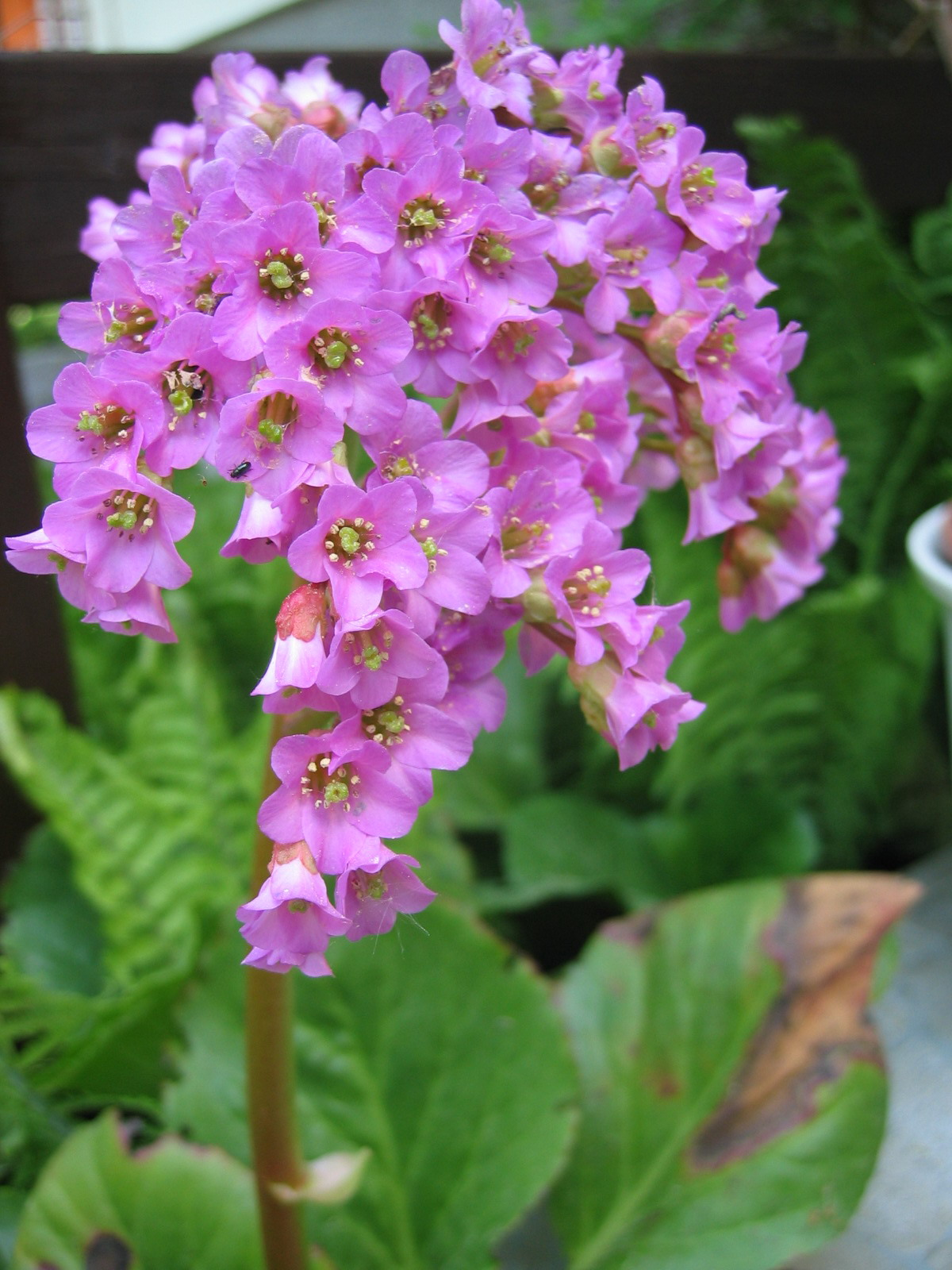
Bergenia cv. Morgenrote, cultivar tra le più comuni.

Queste erbacee perenni, latifoglie, hanno una rosetta di foglie carnose, tonalità verde scuro, disposte a spirale.
I fiori rosa sono riuniti in un'infiorescenza a spiga.

## Distribuzione e habitat
Le specie incluse in questo genere sono originarie del continente asiatico, diffuse in un areale compreso tra l'Asia Centrale, il subcontinente indiano e l'Estremo Oriente.

## Usi
Bergenia cordata e altre specie vengono impiegate per ornamento nei giardini e orti, grazie al fatto di essere sempreverdi, resistenti al freddo e di facile manutenzione. Fino a qualche decennio fa era molto usata coltivata, ora sono cadute in disuso. Esistono un certo numero di cultivar ornamentali, con varianti di colore.

## Tassonomia
All'interno del genere Bergenia sono attualmente incluse 10 specie:
- Bergenia ciliata (Haw.) Sternb.
- Bergenia crassifolia (L.) Fritsch
- Bergenia emeiensis C.Y.Wu ex J.T.Pan
- Bergenia hissarica Boriss.
- Bergenia pacumbis (Buch.-Ham. ex D.Don) C.Y.Wu & J.T.Pan
- Bergenia purpurascens (Hook.f. & Thomson) Engl.
- Bergenia scopulosa T.P.Wang
- Bergenia stracheyi (Hook.f. & Thomson) Engl.
- Bergenia tianquanensis J.T.Pan
- Bergenia ugamica V.N.Pavlov

Si contano inoltre numerose cultivar, data la popolarità di questa specie come pianta ornamentale, come Morgenröte, Herbstblüte o Ballawley.